# 季霍米罗夫
季霍米罗夫（羅馬化：Tikhomirov）是俄罗斯姓氏，源自男性人名季霍米尔（Тихомир）。著名人物包括：
- 亚历山大·季霍米罗夫，俄罗斯动物学家
- 阿纳托利·季霍米罗夫，俄罗斯政治人物、国家杜马议员

|  | 本页或本分段罗列了姓氏为「季霍米罗夫」的人物。 如果是一个指代特定个人的内链将您引导到本页，請考慮修正該人物的名字以將链接指向正確的條目。 |